# 耶律唐古
耶律唐古（やりつ とうこ、生没年不詳）は、遼（契丹）の政治家・軍人。字は敵隠。

## 経歴
于越耶律屋質の庶子として生まれた。清廉謹直で文章を得意とした。統和24年（1006年）、小将軍に補任され、西南面巡検に転じ、豪州刺史・唐古部詳穏を歴任した。厳格な規則を立て、部民が北宋や西夏との国境で馬を売買するのを禁止させた。私的な交易を規制することで辺境の安定を得ようとするかれの政策は、皇太后の支持を受けて辺境の郡で施行された。
西南の封域を広くして、黒山の西の数千里にわたる地域を指定しようと朝廷で議論された。唐古が「戍塁が遠すぎ、危急のことがあって兵士が応援に赴いても間に合わないので、良策とはいえません」と述べたので、これは撤回された。屯田を監督して西方の軍隊に給与するよう命じられ、唐古が臚朐河のそばで屯田をおこなうと、この年は豊作となった。翌年に鎮州に移駐すると、また大豊作となり、1斗の米が数銭で取引された。
重熙年間、隗衍党項部節度使に転じた。先だって可敦城を築いて西域を鎮守させていた。しかし諸部の民がほしいままに牧畜して、かえって侵攻を招くようになった。重熙4年（1035年）、「可敦城を建ててより以来、西方民族が辺境を騒がすこと頻繁となっています。国力を消耗する一方なので、以前の国境守備にもどし、戍役を取りやめましょう」と上疏したが、聞き入れられなかった。この年のうちに致仕した。父の耶律屋質の功績を石に刻んで残すよう願い出ると、興宗は耶律庶成に命じて文章を作らせ、刻石を上京臨潢府の崇孝寺に置かせた。死去したとき、享年は78だった。

## 伝記資料
- 『遼史』巻91 列伝第21